# Durotrygowie

Zasięg zamieszkiwania plemienia Durotrygów na terenie Brytanii

Durotrygowie (także: Durotriges) – celtyckie plemię zamieszkujące tereny południowej Brytanii w czasach poprzedzających inwazję Imperium Rzymskiego na Brytanię.

## Zamieszkiwane tereny
Plemię Durotrygów zamieszkiwało tereny dzisiejszych hrabstw: Dorset, Wiltshire, Somerset i Devon, na wschód od rzeki Axe. Po podbiciu Brytanii przez Imperium Rzymskie, głównymi ośrodkami zamieszkiwanymi przez Durotrygów były miasta Durnovaria (współczesne Dorchester), oraz Lindinis (współczesne Ilchester).
Terytorium zamieszkiwane przez Durotrygów graniczyło od zachodu z plemieniem Dumnonów, z od wschodu z Belgami.

## Charakterystyka plemienia

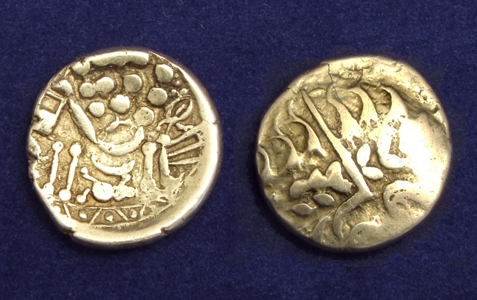
Moneta bita i używana przez plemię Durotrygów

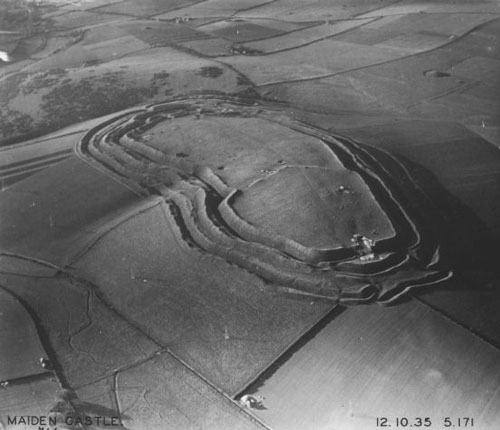
Maiden Castle – przykład osadnictwa charakteryzującego Durotrygów

Durotrygowie byli plemieniem dobrze zorganizowanym. Byli jedną z nielicznych grup, które przed podbojem Brytanii przez Imperium Rzymskie wyemitowały i posiadały w obiegu własne monety. Monety te były dość proste, bez żadnych napisów, a zatem nie można na ich podstawie określić emitujących te monety, czyli monarchów, lub władców.
Nie ma jednak wątpliwości że Durotrygowie byli społeczeństwem osiadłym, zajmującym się głównie rolnictwem – pola uprawne znajdowały się w bezpośredniej bliskości grodu. Przykładem formy osadnictwa prowadzonej przez Durotrygów może być Maiden Castle.